# عن الثورة

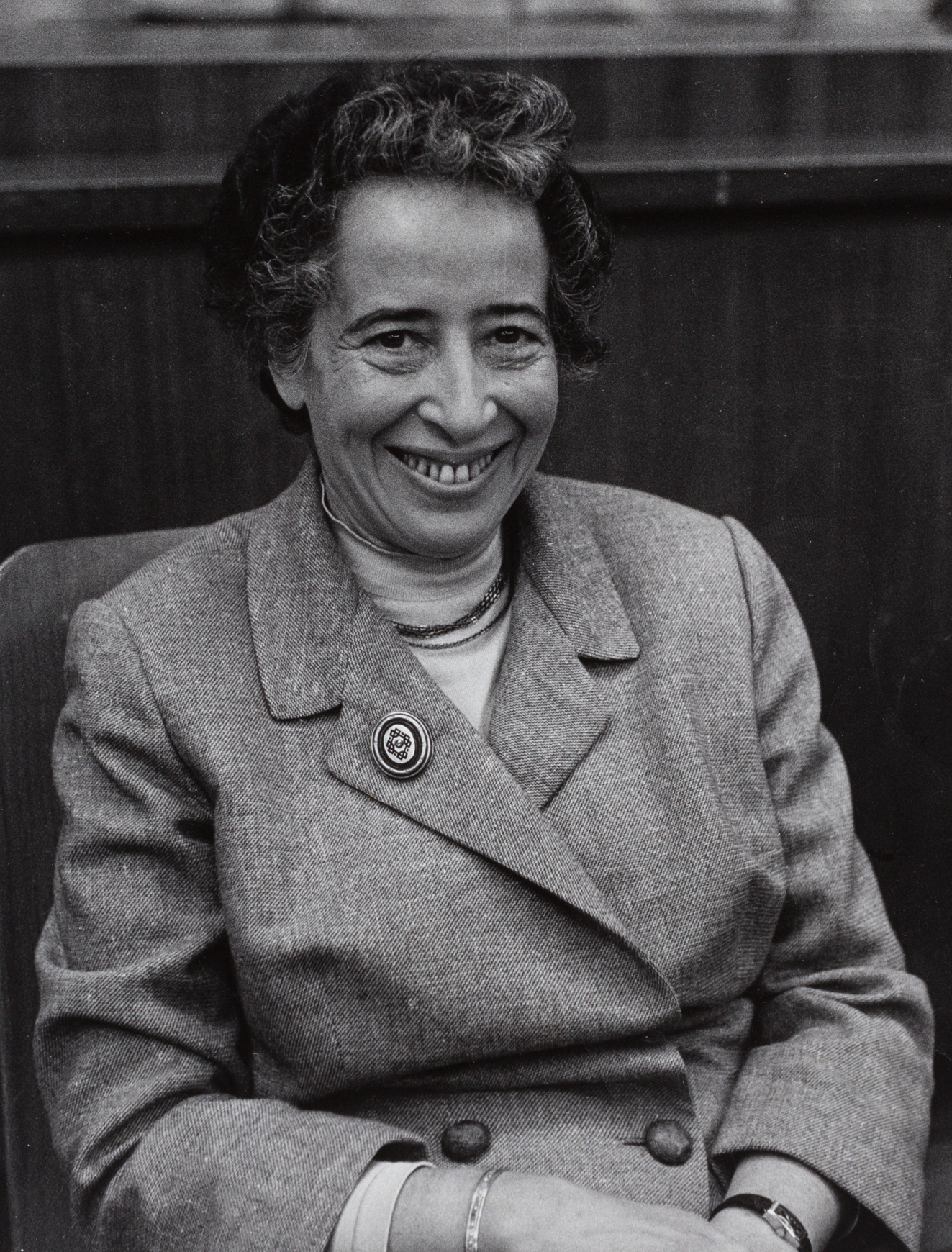
حنة أرندت مؤلفة كتاب في الثورة

"حول الثورة" هو كتاب صدر عام 1963 لمنظرة السياسة حنة أرندت ، حيث تقدم مقارنة بين أهم ثورتين في القرن الثامن عشر:الثورة الأمريكية والثورة الفرنسية ، متناولةً مواطن فشلهما، ونجاحهما، ونقاط اختلافهما عن بعضهما البعض.
ترى أرندت أن الثورة الأمريكية كانت أكثر نجاحا من الثورة الفرنسية، ولكنها تنتقد ميل الثوريين المعاصرين إلى اتخاذ الثورة الفرنسيةنموذجا. ومع ذلك، فإنها تشير أيضاً إلى أن الثورة الأمريكية نفسها لم تفِ بوعدها في توفير الحرية العامة والسعادة العامة للجميع. وتقصد بذلك فرصة المشاركة في السياسة و السعادة المحصلة جراء إعادة تشكيل البيئة المحيطة. و لذا اقترحت جمهوريات المجلس كهدف ثوري محتمل أفضل لتحقيق المشاركة العامة وتقرير المصير الجماعي.
و قد ترجم الكتاب إلى اللغة العربية و صدر تحت عنوان:"في الثورة" عن"المنظمة العربية للترجمة" ترجمه "عطا عبد الوهاب" و راجعه "رامز بورسلان" سنة 2008 ببيروت في لبنان.

## محتويات الكتاب
- مقدمة: الحرب والثورة
- الفصل الأول: معنى الثورة
- الفصل الثاني: المسألة الاجتماعية
- الفصل الثالث: السعي وراء السعادة
- الفصل الرابع: الأساس1: تكوين الحرية
- الفصل الخامس: التأسيس2: النظام العالمي الجديد
- الفصل السادس: التقليد الثوري وكنزه المفقود[1]

## تاريخ
بعد اثني عشر" عامًا من نشر كتابها " أسس التوتاليتارية" (1951)، الذي تناول ما اعتبرته حنة أرندت ثورات فاشلة، اتجهت بتفاؤل إلى التنبؤ بالحركات السلمية التي تهدف  استعادة الحكومات الديمقراطية في حول العالم. وقد أثبتت الأحداث لاحقا صحة  تنبؤاتها إلى حد كبير حيث استندت تلك الثورات بشكل واسع وإن كان دون وعي إلى المبادئ التي وضعتها .

## نظرة عامة
تطرح أرندت  في كتابها "حول الثورة" ،  فكرة أن  الثورة الفرنسية ، رغم كونها موضوعا للدراسات متعمقة وغالبا ما يُحتذى بها ، إلا أنها كانت كارثة ، بينما كانت الثورة الأمريكية التي غالبا ما يتم تجاهلها ناجحة، وهو طرح يتعارض مع وجهات النظر الماركسية واليسارية الشائعة. ولقد جاءت نقطة التحول في الثورة الفرنسية عندما تخلى قادة  الثورة عن هدف الحرية للتركيز على التعاطف مع الجماهير. في المقابل ، خلال الثورة الأمريكية، لم يخن الآباء المؤسسون أبدا هدف دستور الحرية ، أي  محاولة  السعي إلى إقامة مجال عام تُضمن فيه الحرية السياسية للجميع. ومع ذلك، تعتقد أرندت أن الروح الثورية لأولئك الرجال قد فُقدت لاحقا ، لذا تدعو إلى تبني "نظام المجالس" بوصفه المؤسسة المناسبة لاستعادتها.
في كتاب سابق بعنوان  " الوضع البشري" ‏ ، تدافع أرندت عن فكرة أن هناك ثلاث حالات للنشاط الإنساني: العمل، والشغل، والفعل. و ان "الشغل " هو، في الأساس، حالة من  أجل البقاء: أي القيام بكل ما يلزم للبقاء على قيد الحياة. وهو أدنى أشكال النشاط الإنساني في نظرها (فجميع الكائنات الحية قادرة على ذلك). أما "العمل" فهو عملية الإبداع:: كأن يبدع رسام عملا فنيا عظيما، أو يؤلف كاتب عملا روائيا مميزا.، وهكذا. و ترى  أرندت، ان "العمل" هو مسعى جدير  بالاهتمام. فمن خلال الأعمال قد يتذكر الناس الشخص، وإذا كان العمل عظيماً بما يكفي، قد يُتذكر لآلاف السنين. و تشير آرنت إلى أن الناس ما زالوا يقرؤون الإلياذة ، وسوف يظل هوميروس في الذاكرة طالما استمر الناس في سرد قصصه. ومع ذلك، ترى أرندت إن الإلياذة ما زالت تُقرأ فقط بسبب بطلها أخيل. فبالنسبة لآرنت، يجسد أخيل "الفعل". لا يمكن نقل الإرث عبر الأجيال إلا من خلال التفاعل مع الآخرين في فضاء عام ، ولا يمكن للإنسان تحقيق الخلود إلا عبر القيام بشيء جدير بالتذكر.
آمنت أرندت بأن قادة الثورة الأمريكية كانوا " فاعلين " حقيقيين (بالمعنى الأرندتي) وأن دستور الولايات المتحدة خلق " مجالات عامة " مواتية للفعل. و في المقابل ، كان قادة  الثورة الفرنسية منشغلين بشكل مفرط بقضايا البقاء (ما أسمته أرندت "المطالبة بالخبز")، بدلاً من "الفعل". ولكي تنجح الثورة حقاً، فلابد أن تسمح، إن لم تكن تُلزم ، بإنشاء هذه المجالات العامة. وقد نجح قادة الثورة الأمريكية في خلق "مجال عام" وعملوا في إطار هذا الفضاء؛ لذا ستبقى أسماؤهم خالدة في الذاكرة. أما قادة الثورة الفرنسية، فحصلوا على خبزهم، لكن أسماءهم طواها النسيان.

## نقد
ومن منتقدي كتاب "حول الثورة" إريك هوبزباوم ، الذي جادل  بأن نهج أرندت كان انتقائيا فيما يتعلق باختيار الحالات والأدلة المستمدة منها. على سبيل المثال، زعم أن أرندت تستبعد بشكل غير مبرر الثورات التي لم تحدث في الغرب ، مثل الثورة الصينية عام 1911، وأن وصفها للثورة الروسية كان تشويها للحقائق.. وهذا ما جعل  هوبزباوم يرى أن الصلة بين الثورات بمفهوم آرندت والتاريخ، لا تختلف عن علاقة اللاهوتيين وعلماء الفلك في العصور الوسطى بالتاريخ. كما انتقد الطابع المعياري لمفهوم آرندت للثورة، واصفا الأساس الذي تبني عليه فهمها بأنه "مثالية فلسفية تقليدية صريحة".

## اقتباسات
إن الحروب من الناحية التاريخية هي من أقدم الظواهر في الماضي المدون، في حين أن الثورات بنوع خاص لم تكن موجودة قبل ظهور العصر الحديث.

## فهرس
- Arendt، Hannah (1976) [1951, New York: دار شوكن للنشر  [لغات أخرى]‏]. The Origins of Totalitarianism [Elemente und Ursprünge totaler Herrschaft] (ط. revised). هوتون ميفلين هاركورت. ISBN:978-0-547-54315-4. مؤرشف من الأصل في 2025-01-20.{{استشهاد بكتاب}}:  صيانة الاستشهاد: علامات ترقيم زائدة (link), (see also The Origins of Totalitarianism and Comparison of Nazism and Stalinism) Full text (1979 edition) on Internet Archive (no longer available)
- — (2006) [1963, New York: Viking]. On Revolution. Penguin Publishing Group. ISBN:978-1-101-66264-9. مؤرشف من الأصل في 2023-12-03. Full text on Internet Archive
  - Schell، Jonathan (2006). Introduction: The Arendtian Revolutions. ص. 7–20., in Arendt (2006)
- Wellmer، Albrecht (1999). "Hannah Arendt on Revolution". Revue Internationale de Philosophie. ج. 53 ع. 208 (2): 207–222. JSTOR:23955552.
- Hobsbawm، E. J. (1973). Revolutionaries: Contemporary Essays. London: Weidenfeld and Nicolson. ص. 201–209. ISBN:0297765493.